# Alastor (poema)

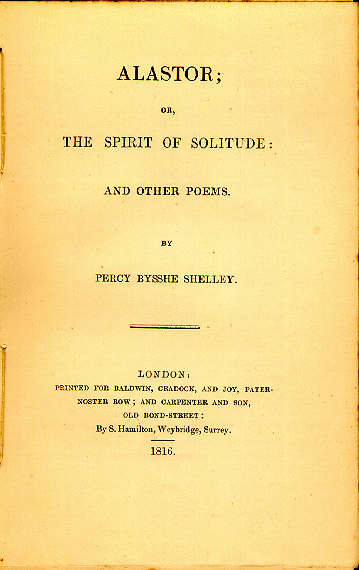
Página de presentación del poema Alastor, publicado en 1816.

Alastor o El espíritu de la soledad es un poema de Percy Bysshe Shelley, escrito en 1815 y publicado por primera vez en 1816. El poema, de 720 versos, aún no tenía título cuando Shelley se lo envió a su amigo Thomas Love Peacock. Se le considera uno de los primeros poemas relevantes de su autor.
Peacock sugirió el nombre Alastor, que proviene de la mitología romana, y lo definió como un "genio diabólico". Sin embargo, el nombre no hace referencia al héroe del poema, sino al espíritu que reanima la imaginación del mismo.

## Argumento
En Alastor, el narrador cuenta la vida de un hombre que fervientemente persigue la parte más oscura de la naturaleza en la búsqueda de "verdades extrañas en tierras aún no descubiertas". Una noche, sueña con una dama cubierta con un velo. Esta visión cubierta trae con ella una insinuación del mundo sobrenatural que yace más allá de la conocido. La visión del sueño sirve como mediadora entre los dominios naturales y sobrenaturales siendo tanto espirituales como un elemento del amor humano. Cuando el héroe trata de unirse con el espíritu, la oscuridad nocturna hace desaparecer la visión y corta su lazo con el mundo sobrenatural. 
Una vez que sufre el contacto, el héroe busca sin descanso volver a encontrarse con su visión perdida. A través de su imaginación, ansía una reunión con el infinito, presentado mediante las percepciones del mundo natural.   
Estando entre los pensamientos de la posibilidad de su muerte como el posible siguiente paso más allá del sueño del mundo sobrenatural que se había mostrado ante él, el héroe ve un pequeño bote flotando sobre un río cercano. Lentamente, se sienta en el bote, pero el río repentinamente comienza a agitarse, llevándose al bote hacia la profundidad. Allí, el protagonista logra observar más profundamente al mundo natural. Como la superficie del agua logra que el bote salga a flote, el mundo sobrenatural "acuna" la mutabilidad tanto de la naturaleza como del hombre.  
Cuando sus sentidos están literalmente bloqueados, su imaginación lo ayuda a sentir el espíritu de la presencia sobrenatural. En lugar de percibir la visión mediante sus sentidos, el personaje la ve en su imaginación a través de imágenes de objetos naturales. El bote se impulsa hacia un "vacío incalculable", y el protagonista se ve a sí mismo listo para hundirse hacia el otro mundo y pasar el umbral hacia la muerte. 
Cuando el héroe llega al "abismo oscuro", lo último que ve es la Luna. Mientras la imagen va desvaneciéndose de la mente del poeta, ve que finalmente había logrado llegar al mundo sobrenatural. El viaje hacia la verdadera raíz de la naturaleza lleva, finalmente, a un mundo libre de males y de cambios.

## Recepción
Los críticos han realizado grandes esfuerzos para tratar de identificar al protagonista. La posibilidad más convincente es William Wordsworth, ya que el poema posee varias referencias a las obras de Wordsworth, y Shelley tenía una reacción muy ambivalente hacia las poesías del mismo, como declaró en su soneto "A Wordsworth".
En 1912, el compositor ruso Nikolai Myaskovsky escribió su poema sinfónico Alastor, Poème d'après Shelley (Op. 14), basado en este texto.